# Тронкети (Анкона)
Тронкети (итал. Tronchetti) насеље је у Италији у округу Анкона, региону Марке.
Према процени из 2011. у насељу је живело 36 становника. Насеље се налази на надморској висини од 232 м.